# Tumblr
Tumblr es una plataforma de microblogueo y red social estadounidense fundada por David Karp en 2007. Con sede en Manhattan (Nueva York, EE. UU.), actualmente es propiedad de Automattic. El sitio web permite a los usuarios publicar contenidos multimedia —tales como imágenes, vídeos, audios— e incluso de otro tipo como: textos, enlaces y citas en un blog de formato corto, a manera de un tumblelog.
Como los usuarios tienen la capacidad de «seguirse» unos a otros y ver sus entradas conjuntamente a las suyas, así como los blogueros también pueden hacer que sus blogs sean privados, Tumblr es considerada una red social. Los miembros pueden acceder a muchas de las funciones del sitio web desde una interfaz de "panel de control". Su servicio enfatiza la facilidad de uso y la personalización; es muy sencilla de personalizar y ofrece diversas opciones de temas y, al permitir la incrustación de código HTML y Javascript, incluso incorporarle reproducción de música.[cita requerida]

## Historia
El desarrollo de Tumblr comenzó en el año 2006, durante un intervalo de dos semanas entre los contratos de la empresa de consultoría de software, Davidville, perteneciente al desarrollador y emprendedor David Karp. Al llevar tiempo interesado en los tumblelogs ('blogs de formato corto', de ahí el nombre de «Tumblr»), Karp esperaba que una de las plataformas de blogs establecidas en la red en ese entonces introdujera la suya propia con esa funcionalidad. Como ninguna lo había hecho tras un año de espera, Karp y su compañero programador Marco Arment empezaron a trabajar en su propia plataforma. Posteriormente Tumblr fue lanzada en febrero de 2007, a lo que en dos semanas ya había conseguido 75,000 usuarios. En septiembre de 2010, Arment había dejado la empresa para trabajar en Instapaper.

A mediados de 2011, Tumblr superó en cantidad de blogs a su competidora WordPress, llegando a albergar más de 529 millones para el mes de julio. Ese mismo año lanzó su versión en español (un mensaje a sus usuarios hispanoamericanos). En febrero de 2012, Tumblr tenía más de 46.2 millones de blogs. Según comScore, llegó a los 13.4 millones.

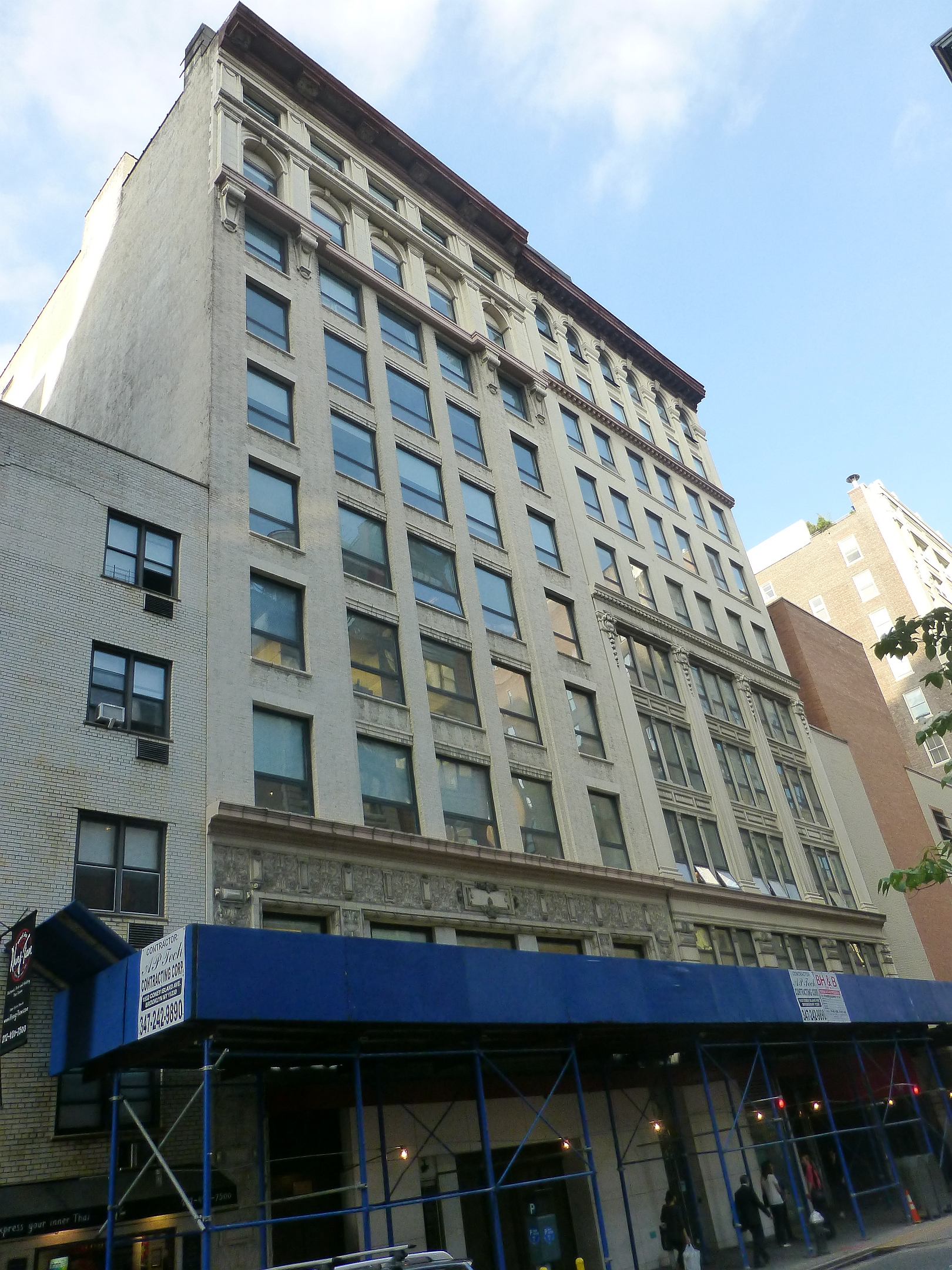
La sede de Tumblr está en la calle 21 Este en la ciudad de Nueva York. Las oficinas están en el décimo piso.

A principios de junio de 2012, Tumblr presentó su primera gran campaña publicitaria de marca en conjunto con Adidas, que lanzó un blog oficial de fútbol en el sitio web y compró anuncios en el panel de usuario. Este lanzamiento se produjo solo dos meses después de que Tumblr anunciara que pasaría a tener publicidad de pago en su página.

### Adquisiciones
El 20 de mayo de 2013 se anunció que Yahoo!, Inc. y Tumblr, Inc. habían llegado a un acuerdo para que Yahoo!, Inc. adquiriera Tumblr por 1,100.000.000 $ en efectivo. Muchos de los usuarios de Tumblr se mostraron descontentos con la noticia, lo que provocó que algunos iniciaran una petición, logrando casi 170,000 firmas. David Karp permaneció como consejero delegado de la compañía y el acuerdo se cerró el 20 de junio de 2013. Los objetivos de ventas de publicidad no se cumplieron y en 2016 Yahoo! redujo el valor de Tumblr en 712,000.000 $.
Verizon Communications, al adquirir Yahoo! en junio de 2017 y volverse su empresa matriz, lo encargó junto con Tumblr bajo su subsidiaria Oath, Inc. Consecuentemente, Karp anunció en noviembre de 2017 que dejaría Tumblr a finales de ese año. Jeff D'Onofrio, presidente y director de operaciones de Tumblr, asumió la dirección de la empresa.
El sitio, junto con el resto de la división Oath —rebautizada como Verizon Media Group en 2019—, continuó luchando bajo Verizon. En marzo de 2019, SimilarWeb estimó que Tumblr había perdido el 30 % de su tráfico de usuarios desde diciembre de 2018, cuando el sitio había introducido una política de contenido más estricta con mayores restricciones sobre el contenido maduro (que había sido un notable atractivo para el servicio). En mayo de 2019, se informó que Verizon estaba considerando vender Tumblr debido a sus continuos conflictos desde la compra (como lo había hecho con otra propiedad de Yahoo!, Flickr, a través de su venta a SmugMug), siendo esto parte de su plan de reestructuración para la empresa que iniciado el año anterior. Después de esta noticia, el vicepresidente de Pornhub expresó públicamente su interés en comprar Tumblr, con la promesa de restablecer las anteriores políticas de contenido para adultos.
El 12 de agosto de 2019, Verizon Media anunció que vendería Tumblr a Automattic, Inc. —operador del servicio de blogs WordPress.com y respaldo corporativo del software de blogs de código abierto homónimo— por una cantidad no revelada. Según Dan Primack, editor del sitio web Axios, informó de que el precio de la venta fue inferior a 3,000.000 $, lo que supone un descenso significativo respecto al precio de compra original de Yahoo!. La compra había sido confirmada por medio del director general de Automattic, Matt Mullenweg, en lo que anunció que se contratarían a unos 200 empleados, comentando que «la adquisición de Tumblr es la más grande de la historia de la compañía, por precio y personal». Aun así, también declaró que el sitio funcionaria como un servicio complementario a WordPress.com, y que no habría planes para revertir las decisiones de política de contenidos tomadas durante la propiedad de Verizon.

## Características

### Administración del Blog
- Dashboard - (Panel de usuario) El 'dashboard' es la herramienta primaria para el usuario de Tumblr común.
Es una transmisión en vivo de los últimos posts que publican los blogs a los que siguen. A través de este panel, los usuarios pueden comentar, hacer reblog (compartir), y darle a “me gusta” a posts publicados por otros blogs que aparecen en el panel.
El dashboard permite al usuario publicar textos, imágenes, vídeos, citas o enlaces en su blog, clic mediante en el botón correspondiente de la parte superior del panel.
Los usuarios pueden incluso conectar sus blogs a sus cuentas de Twitter y Facebook, así, cada vez que publiquen un post, también se enviará como un tuit a Twitter o una actualización del estado de Facebook.
- Queue - (Cola) Los usuarios pueden posponer sus posts y ponerles la hora o la fecha en la que quieren que estos se publiquen en el blog. Pueden posponer sus posts durante varias horas o incluso días.
- Tags - (Etiquetas) En cada post, quien lo creara puede ayudar a su audiencia a encontrarlo en relación con determinado tema, añadiéndole tags (etiquetas). Si alguien sube una foto a su blog y quiere que sus espectadores encuentren las fotos, añadiría la etiqueta #foto, de esta forma sus espectadores pueden usar esa palabra para buscar posts con la etiqueta #foto.
- Edición de HTML - Tumblr permite a los usuarios editar el tema de su blog mediante códigos HTML para controlar la apariencia de su blog. Los usuarios también pueden utilizar un nombre de dominio personalizado para su blog.

### Móvil
Con la adquisición de Tumblr, aplicación de la Apple App Store creada por Jeff Rock y Garrett Ross, que hizo Tumblr en 2009, el servicio lanzó su aplicación oficial para iPhone. La página llegó a estar disponible para los teléfonos inteligentes Blackberry el 17 de abril de 2010 mediante una aplicación Mobelux en Blackberry World.
En junio de 2012, Tumblr lanzó una nueva versión de su aplicación para iOS, Tumblr 3.0 que permite soporte para Spotify, imágenes de alta resolución y acceso sin conexión. También está disponible una aplicación para Android. La aplicación para Windows Phone fue lanzada el 23 de abril de 2013. La aplicación para Google Glass fue lanzada el 16 de mayo de 2013.

## Uso
- Desde el 8 de febrero de 2014, Tumblr recibe más de 170.2 millones de blogs y más de 68.6 mil millones de posts en total.
- En abril de 2013 la página web recibió más de 13 mil millones de vistas a nivel global.
- Desde sus inicios hasta el 7 de febrero de 2014, más de 96.4 millones de posts se crean en la página al día.

La página web es más popular con los adolescentes y gente en la universidad y la media de usuarios de Tumblr son menores de 25 años.

## Controversias

### Contenido para Adultos
Los especialistas en periodismo tecnológico consideran que Tumblr contiene una gran cantidad de contenido pornográfico, aunque la cantidad exacta la conoce solo la empresa. The New York Times dice que “la pornografía representa una fracción del contenido en el sitio, pero no una cantidad trivial para un sitio con 100 millones de blogs’’.
Karp reveló en junio del 2012 que entre el 2 y el 4 por ciento del tráfico de Tumblr estaba relacionado con la pornografía. Las Directrices Comunitarias de Tumblr permiten contenido para adultos, pero requieren que los blogs que contienen contenido maduro ocasional o sustancial estén marcados como tal. Videos sexualmente explícitos no pueden ser subidos a la página web, pero pueden integrar vídeos subidos en otro lugar. Algunos blogueros de porno ganan dinero refiriendo tráfico a negocios para adultos a través de referencias.
Desde el 20 de julio de 2013, las actualizaciones de la política promulgada por Tumblr significan que las páginas clasificadas como NSFW no estarán en los ‘dashboards’ para los usuarios que no están registrados o que tienen el "Modo Seguro" activado. Para los usuarios que hayan iniciado sesión en Tumblr, pero que no tienen 'Modo Seguro' activado, NSFW blogs deberían aparecer en las páginas de búsqueda y en las referencias; las páginas NSFW son indexadas por los motores de búsqueda. En una declaración pública, la empresa comunicó lo siguiente:

La política de Tumblr sobre NSFW no ha cambiado y enfatiza la importancia de la expresión libre. Como se anuncia en estas políticas, estamos constantemente tomando medidas para asegurarles que nuestros usuarios puedan evitar este contenido a menos que lo quieran ver. Cualquier individuo puede pararlo deshabilitando el Modo Seguro en su configuración del ‘dashboard’.

Sin embargo, el 3 de diciembre de 2018, Tumblr anunció a sus usuarios que a partir del 17 de diciembre de 2018, las políticas de uso prohibirán por completo este tipo de contenido, a lo que los usuarios de la red respondieron negativamente, pero hasta el momento, Tumblr no cambia de postura y la decisión de eliminar el contenido para adultos en esta red sigue en pie.

### Suicidio y Autolesión
En febrero de 2012, el blog de los empleados de Tumblr anunció que cambiarían el contenido de las políticas para prohibir blogs que promocionaran o abogaran la autolesión o trastornos de la alimentación.
El suicidio de una adolescente británica, Tallulah Wilson, hizo que se planteara la cuestión del suicidio y de la promoción de la autolesión en Tumblr ya que Wilson había sido denunciada por llevar un blog relacionado con la autolesión en Tumblr. Un usuario en Tumblr fue denunciado por haberle mandado a Wilson la imagen de un nudo corredizo acompañado por el mensaje: 'aquí está tu nuevo collar, pruébatelo'. En respuesta al caso de Wilson, María Miller, Ministra de cultura, medios de comunicación y deportes del Reino Unido, dijo que las redes sociales como Tumblr tienen que eliminar contenido ‘tóxico’, como las imágenes de individuos que se dañan a sí mismos.
Para ello, la plataforma ha creado la opción de denunciar a publicaciones que promuevan la autolesión o amenacen al usuario con suicidarse. E incluso permiten al usuario denunciante explicar con detalle el por qué el usuario que haya realizado la publicación se encuentre en peligro de suicidio.